# Володя Стоянов
Володя Георгиев Стоянов – Войводата е български композитор, текстописец и изпълнител на народни песни от Македонската фолклорна област. Музикалната си кариера започва като рок-изпълнител. През 90-те години на XX век решава да популяризира българския фолклор по нов, по-съвременен начин, създавайки авторски песни, в които включва рок звучене. Има редица международни участия – САЩ, Канада, Италия, Германия, Гърция, Украйна, Сърбия, Северна Македония. Съпродуцент и продуцент е на издадените 16 албума с авторски песни.
Творчеството на автора е защитено в Патентното ведомство на България с регистрирана марка „Володя Стоянов – Войводата“.

## Биография
Володя Стоянов – Войводата е роден на 3 декември 1960 г. в Петрич. Семейството му е бежанско от Егейска Македония, заселило се в България по време на Първата световна война, най-напред в Елхово, Ямболско, после в Белово, а накрая в Петрич. Дядо му Стоян Темелков е от село Мътница, Валовищко. Баба му Божия била най-музикалната от сродниците, именно тя настоява бащата на Володя да му купи първата китара (1972).
Започва да пее от тригодишна възраст. През 1979, когато е в казармата, става вокалист на рок-група „Граничар“. С негови авторски песни бандата печели първо място в националния фестивал под егидата на МВР. След казармата кандидатства в Естрадния отдел на Държавната консерватория. По същото време, заедно със свои съмишленици, създават група „ПАН“ и той става неин вокалист. Групата изпълнява кавър версии на Deep Purple, Whitesnake, Адриано Челентано, Дейвид Ковърдейл, гръцки песни на Казандзидис, Митропанос, Даларас, Маргаритис, хърватска естрада на Крунослав Слабиница, сръбска естрада на Мишо Ковач, Оливер Драгоевич, македонски песни от Никола Бадев, Васка Илиева, Александър Сариевски, българска естрада, рок, шлагери и много други. Огромният и разнообразен репертоар от песни му дава възможност да стои стабилно на музикалния пазар. С голям успех пее цяла година (1990) в бивша Югославия, заедно с група „Сандански“.
През 90-те години решава да популяризира българския фолклор по нов, по-съвременен начин. Създава т.нар. течение във фолклора „инти-фолк“ (интелигентен фолк) и издава 2 албума с авторски песни в този жанр, включвайки рок-елементи. През 1993 г. написва музиката на емблематичната си песен „Мера според мера“, по текст на П. К. Яворов – неизменен хит и до днес, песните „Два гълъба, двама сина“, „Чаша вино“ и др. През лятото на 1995 г., заедно със Стоян Джамбазов – Джемби и Здравко Георгиев сформира фолклорната група „Щуро маке“, с която записва повечето си авторски песни – „Пет века“ (1999), „Старият бунар“ (2001), „Син ти иде, Македонийо“ (2003), „Изгоро моя, небесна“ (2005), „Мандолина свире, сърце кине“, „Без любов не се живее“ (2007) и много други, класика в новата българска музика. Гордее се, че работи с най-добрата група за македонска музика. През 1997 година със създаването на албума за войводи и комити „Мера според мера“ извежда македонската песен от булото на мрака.
Носител е на награди за авторска песен и за естрадна песен. През 2007, 2008 и 2009 г. е носител на наградата „Изпълнител на годината“. Като съпродуцент и продуцент издава 14 албума с авторски песни. Издава автобиографична книга „Животворник“, в която събира нотирано цялото си творчество. Освен участия в България, Володя Стоянов – Войводата има и редица международни участия в САЩ (Ню Йорк, Чикаго, Лас Вегас, Сан Франциско, Маями, Атланта), Канада, Италия, Германия, Гърция, Украйна, Сърбия, Северна Македония.
На 28 октомври 2022 година на тържествено заседание на Общински съвет - Петрич Володя Стоянов, заедно с още шест видни петричани е удостоен със званието Почетен гражданин на Петрич.

## Дискография

### Студийни албуми
- Далавера (1994)
- Пирамиди, фараони (1995)
- Мера според мера (1997)
- Земи огън, запали ме (1998)
- Пет века (1999)
- Македонски легенди (2000)
- Старият бунар (2001)
- Илинден – 1903 (2003)
- Без любов не се живее (2008)

### Компилации
- Най-доброто (1996)
- Антология I и II (2005)
- Антология III и IV (2010)
- Антология V и VI (2014)

## Музикални изяви
- Концерт „Фолк магия“ – изп. „Ако умрам ил загинам“, „Мера според мера“, „Два гълъба, двама сина“ и „Айде, прошета се, Ленче“

## Награди
- 1980 г. – Национален фестивал под егидата на МВР – I награда за три авторски песни;
- 1994 г. – Конкурс за естрадна песен – Слънчев бряг – I награда;
- 1999 г. – „Пирин фолк“ – награда на ВМРО;
- 2000 г. – Приз за осъществяване на приемственост между автентичен и попфолк;
- 2001 г. – „Пирин фолк“ – Сандански – Първа награда на журито и на публиката;
- 2002 г. – Награда на публиката „Гоце фест“ в Скопие;
- 2007 г. – Изпълнител на годината – жанр „Фолклор“ на Първите годишни музикални награди на ФЕН TV;
- 2008 г. – Изпълнител на годината – жанр „Фолклор“ на Вторите годишни музикални награди на ФЕН TV;
- 2009 г. – Изпълнител на годината – жанр „Фолклор“ на Третите годишни музикални награди на ФЕН TV.